# Système de défense aérienne Tabas
Le Tabas (persan : طبس  ) est un système de défense aérienne iranien mobile à moyenne portée qui a été révélé pour la première fois le 11 mai 2014. Certains experts estiment qu'il s'agit d'une autre variante du système de défense aérienne Ra'ad ainsi que du Sevom Khordad. Le nom du système de défense aérienne fait référence à l'opération Eagle Claw qui a eu lieu à Tabas d'où le nom du système de missiles.

## Caractéristiques
Le système de missile ressemble au système de missile Buk-M1 en raison de son système radar sophistiqué. La vitesse de son TEL est estimée à 65 km/h, chaque véhicule peut transporter 3 missiles. Il est également probable que le système puisse intercepter des missiles balistiques, des missiles de croisière, des missiles anti-radiar, des bombes intelligentes et des drones.  Chaque batterie Tabas se compose d'un TELAR (tracteur-érecteur-lanceur radar) et de deux TEL, chaque batterie transporte donc 9 missiles. Chaque bataillon se compose de quatre batteries et peut donc engager plusieurs cibles simultanément. Chaque bataillon est également équipé d'un radar Bashir à bande S et radar tridimensionnel à balayage électronique qui étend sa portée de détection jusqu'à 350 km,. Le système utilise les missiles de fabrication locale Taer-1 et Taer-2, la portée opérationnelle de ces missiles est d'environ 75 km pour un plafond de 25 000 m. Le centre de controle a la possibilité de connecter les batteries de Tabas a tous les systèmes de la famille de "Raad" ce qui permet d'avoir une défense aérienne beaucoup plus complexe et créer une défense en couches.